# Route 301 (Saskatchewan)
Pour les articles homonymes, voir Route 301.
La route 301 est une route en Saskatchewan au Canada. Elle s'étend à partir du carrefour entre la route 1 et l'autoroute 39 à l'est de Moose Jaw jusqu'à la route 202 (en) près du parc provincial de Buffalo Pound. Sa longueur totale est d'environ 21 km.